# Priapichthys panamensis
Priapichthys panamensis är en fiskart som beskrevs av Meek och Hildebrand, 1916. Priapichthys panamensis ingår i släktet Priapichthys och familjen Poeciliidae. Inga underarter finns listade i Catalogue of Life.